# Michael Hughes-Young
Michael Henry Colin Hughes-Young, 1er baron St Helens, (28 octobre 1912-27 décembre 1980) est un officier de l'armée britannique et un homme politique. Il est whip du gouvernement pendant neuf ans; après avoir été battu, il reçoit une pairie héréditaire.

## Famille
Hughes-Young est le fils du brigadier-général Henry Young, un officier de cavalerie né en Irlande du Nord qui sert ensuite comme sergent d'armes pour le Parlement d'Irlande du Nord. Il est envoyé à l'école préparatoire Selwyn House à Broadstairs, puis à Harrow School et suit son père dans l'armée, étudiant à l'Académie royale militaire de Sandhurst. En 1932, il rejoint le Black Watch.

## Carrière
En 1934, Hughes-Young est attaché à l'armée française dans le cadre d'un programme d'échange, et en 1935, il est détaché auprès des King's African Rifles. Au début de la Seconde Guerre mondiale, il épouse Elizabeth Blakiston-Houston, également originaire d'Irlande du Nord. Il combat contre l'Italie en Abyssinie, puis retourne en Grande-Bretagne où il participe à l'invasion de l'Europe ; il est blessé deux fois et obtient la Croix militaire.
Hughes-Young quitte l'armée, avec le grade de lieutenant-colonel, en 1947, et s'installe à Englefield Green dans le Surrey. Il travaille au bureau central conservateur dans le département de la publicité. Aux élections générales de 1951, il se présente à St Helens contre Hartley Shawcross, le président du Board of Trade du gouvernement travailliste. C'est une circonscription travailliste sûre, mais cela donne à Hughes-Young une expérience d'une campagne électorale.
Avant les élections générales de 1955, Hughes-Young est choisi comme candidat conservateur pour Wandsworth Central, un siège marginal. Le sortant travailliste Richard Adams prend sa retraite et Hughes-Young bat la nouvelle candidate travailliste, Annie Llewelyn-Davies, par un peu plus de 1 000 voix. En décembre il prononce son premier discours, qui est dans un débat sur l'augmentation du niveau de l'assistance nationale. Il fait valoir que beaucoup de gens sont mécontents de le recevoir parce que c'est la charité qui fait honte à leur famille.

## Whip
Hughes-Young est secrétaire parlementaire privé du ministre d'État, président de la Chambre de commerce pendant quelques mois en 1956. Harold Macmillan nomme Hughes-Young whip adjoint lorsqu'il devient Premier ministre en janvier 1957. Cela le réduit au silence à la Chambre des communes (parce que les whips ne sont pas censés parler), bien qu'il s'agisse d'un poste non rémunéré. En 1958, il fait partie d'une délégation parlementaire aux États-Unis. Il est également membre d'une équipe de ministres qui parcourt le pays pour prononcer des discours de soutien au gouvernement en septembre 1958. Le mois suivant, il est promu Lord Commissaire au Trésor, un rôle de whip rémunéré.
Il connait une réélection délicate contre le même adversaire travailliste aux élections générales de 1959, mais augmente sa majorité à 1 972 voix. Il est nommé whip en chef adjoint du gouvernement. En décembre 1961, il est impliqué dans une flambée de "graves désordres" à la Chambre des communes lorsqu'il propose la clôture d'un débat avant que le porte-parole de l'opposition travailliste, Patrick Gordon Walker n'ait eu l'occasion de s'exprimer. Cet acte provoque un long conflit entre le Parti travailliste parlementaire et le vice-président. Cela n'a pas nui à sa carrière puisqu'en mars 1962, il est promu trésorier de la maison.
Aux élections générales de 1964, Hughes-Young fait face à un autre candidat des travaillistes, qui ont choisi le Dr David Kerr ; dans son discours électoral, il souligne le fait que les travaillistes se sont opposés à la loi de 1962 sur les immigrants du Commonwealth et demande comment la situation locale du logement se débrouillerait sans restrictions à l'immigration. Les travaillistes remportent la circonscription par 2 245 voix.

## Pairie
Sir Alec Douglas-Home donne à Hughes-Young une pairie héréditaire dans sa liste d'honneur de démission. Il prend le titre de baron St Helens, de St Helens dans le Comté Palatin de Lancaster. Son premier discours du 10 mars 1965 porte sur l'immigration ; un mois plus tard, il demande que certaines des communes de la périphérie de Londres soient utilisées pour des logements temporaires. Il s'oppose au projet de loi visant à suspendre le recours à la peine capitale. En mars 1970, son fils aîné Patrick est décédé des suites de blessures subies lors de courses point à point.
Il est nommé dans la délégation britannique pour assister à l'Assemblée parlementaire du Conseil de l'Europe et de l'Union de l'Europe occidentale en 1970, et introduit un débat sur le logement à la Chambre des lords en mai, s'opposant à toute réduction du taux de construction de logements et soulignant le rupture d'une promesse électorale du gouvernement travailliste.